# Heinrich Buff
Johann Heinrich Buff (Rödelheim, Frankfurt am Main, 23 de maio de 1805 – Gießen, 24 de dezembro de 1878) foi um físico e químico alemão.

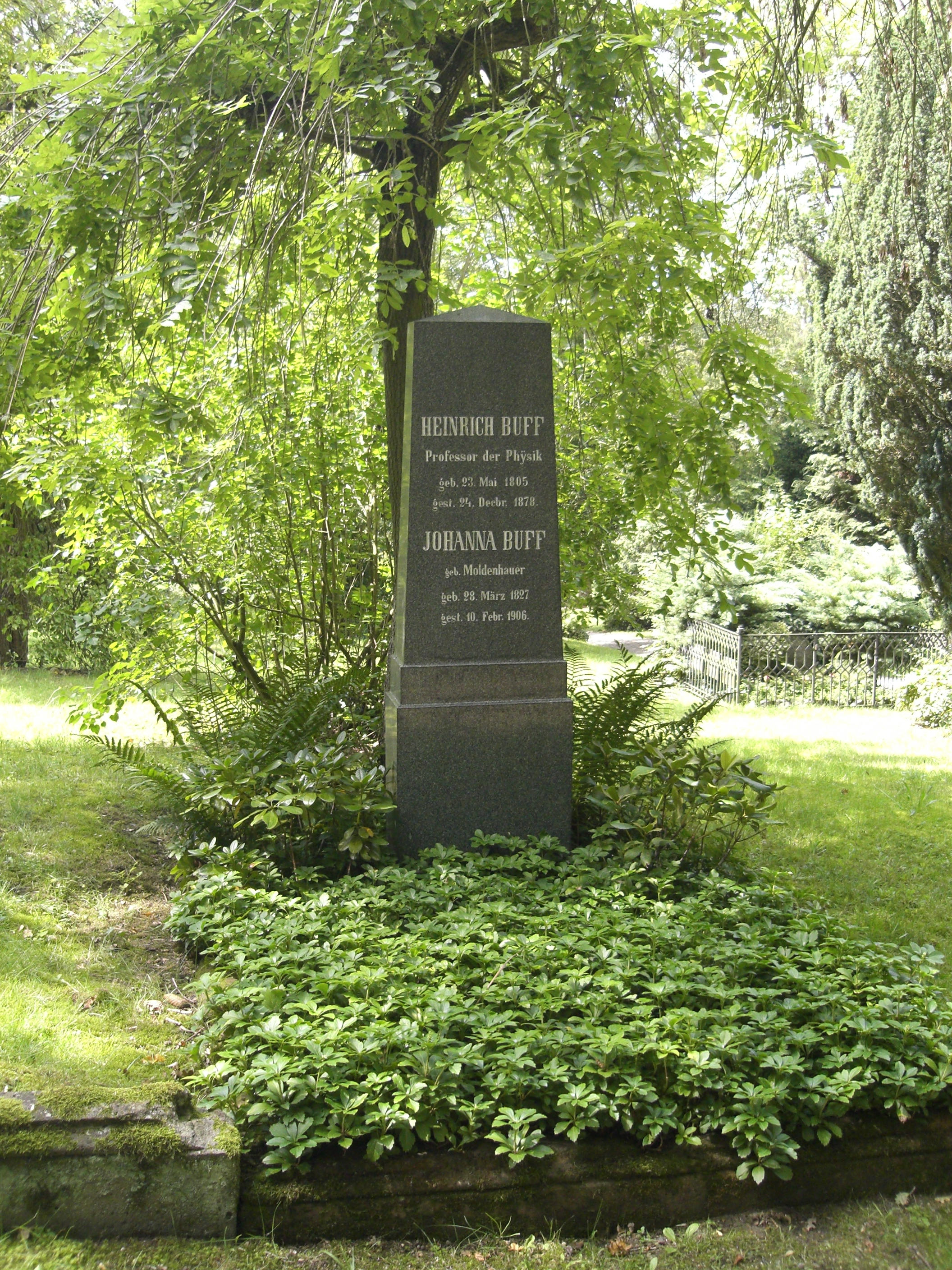
Sepultura de Heinrich Buff e sua mulher Johanna no Alter Friedhof de Gießen

## Obras
- Heinrich Buff, Dissertation, "Ueber Indigsäure und Indigharz." (Gießen, 1827)
- Heinrich Buff, Privatdocent zu Gießen, Versuch eines Lehrbuchs der Stöchiometrie. (1829)
- Buff,  H. 1832. Grundzüge des chemischen Teils der Naturlehre. Nürnberg
- Buff,  Heinrich. 1833. Erklärung veranlasst durch die Schrift: Der Chemiker Dr. Justus Liebig vor das Gericht der offentlichen Meinung gestellt von Dr. Carl Loewig. Heidelberg: Winter
- Jahresbericht  über  die  Fortschritte  der  reinen,  pharmaceutischen und technischen Chemie,  Physik, Mineralogie und Geologie, herausgegeben von Justus Liebig und  Hermann Kopp. Unter Mitwirkung  von  H. Buff,  E. Dieffenbach,  C. Ettling, F. Knapp, H. Will, F. Zamminer. J. Ricker’sche  Buchhandlung Giessen (ab 1847).
- H. Buff, Professor zu Gießen, Zur Physik der Erde. Vorträge für Gebildete über den Einfluss der Schwere und Wärme auf die Natur der Erde., 1850, Verlag Vieweg Braunschweig.
- H. Buff, G. Kopp und F. Zamminer, Graham-Otto's ausführliches Lehrbuch der Chemie - Physikalische und theoretische Chemie, 1. Band, 3. Aufl. (1857),  1. Band, 4. Aufl. (1863) Verlag Vieweg, Braunschweig.
- H. Buff, Professor zu Gießen, Grundzüge der Experimentalphysik. Mit Rücksicht auf Chemie und Pharmacie. Zum Gebrauch bei Vorlesungen und zum Selbstunerrichte, (1853). Verlag C.F. Winter, Heidelberg.
- H. Buff und F. Wöhler (Göttingen), Ueber neue Verbindungen des Siliciums in Justus Liebigs Annalen der Chemie 104, 94–109 (1857) sowie Ueber eine Verbindung von Silicium mit Wasserstoff in Justus Liebigs Annalen der Chemie 103, 218–229 (1857).
- Buff,  Heinrich. 1867. Kraft und Stoff vom physikalischen Standpunkte. In populär-wissenschaftlicher Form., J. Ricker’sche  Buchhandlung Giessen.
- Buff,  H. 1868. Kurzes Lehrbuch der anorganischen Chemie. Erlangen
- Heinrich Buff, Lehrbuch der physikalischen Mechanik, 1. Band (1871), 2. Band (1873), Verlag Vieweg, Braunschweig.